# Apfeltrach
Apfeltrach település Németországban, azon belül Bajorországban. Lakosainak száma 997 fő (2023. december 31.).

## Népesség
A település népessége az elmúlt években az alábbi módon változott:
| Lakosok száma | 279  | 498  | 449  | 842  | 900  | 920  | 917  | 930  | 979  | 997  |
|               | 1875 | 1950 | 1975 | 1987 | 2012 | 2014 | 2016 | 2017 | 2021 | 2023 |